# Ernst Bolldén

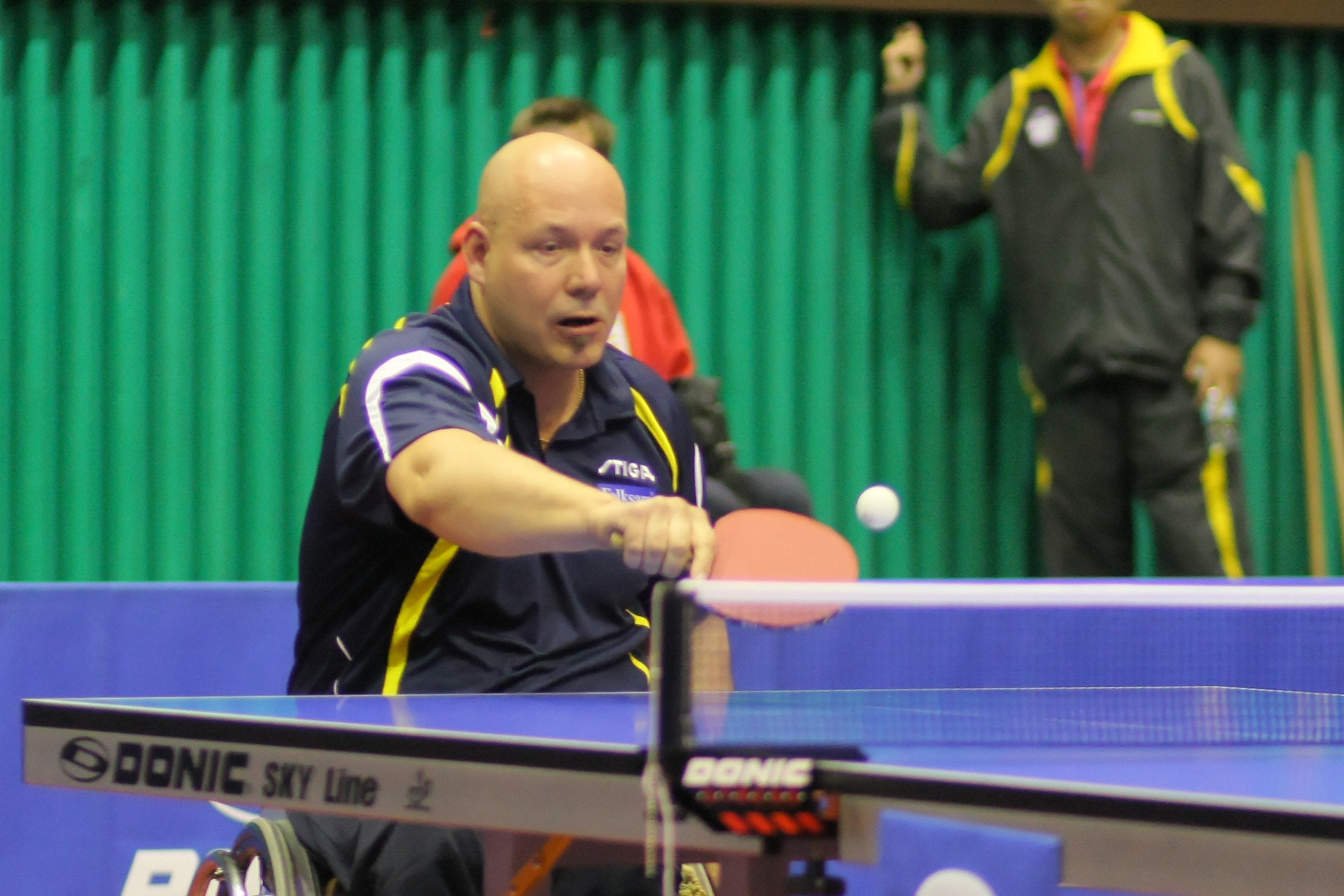

Ernst Bolldén (* 28. September 1966; † 30. April 2012) war ein schwedischer Tischtennisspieler.

## Werdegang
Auf Grund eines Schulunfalls mit 13 Jahren war Bolldén seit 1979 ab der Hüfte gelähmt und saß im Rollstuhl. Bei den Paralympischen Spielen von 1996 in Atlanta gewann er Gold in der Mannschaft und Bronze im Einzel. 2000 in Sydney erspielte er sich im Einzel wiederum die Bronzemedaille. Ab 1986 nahm Bolldén an allen Weltmeisterschaften teil, holte sich 1990 und 2006 die Einzeltitel und insgesamt sechs Silber- und drei Bronzemedaillen. Ein knappes Jahr nachdem bei ihm Blasenkrebs diagnostiziert wurde, starb Ernst Bolldén im Alter von 45 Jahren.